# 보샹 전투
보샹 전투는 나폴레옹 전쟁 중 6일 전역의 마지막 주요 전투이다. 1814년 2월 14일 나폴레옹이 직접 이끄는 18,000명의 프랑스 군은 러시아-프로이센 연합군 30,000명을 격파한다. 동맹군은 포로가 된 5,000명을 비롯해 9,000명의 손실을 입은 반면, 프랑스 군은 800명의 손실을 입었다. 러시아 보병 군단장 카세비치(Kapsevitch) 장군과 프로이센의 군단장 클라이스트(Kleist)가 그루쉬 장군(Grouchy)의 기병대에 의해 포로가 되었다.